# Lotononis azurea
Lotononis azurea är en ärtväxtart som först beskrevs av Christian Friedrich Frederik Ecklon och Carl Ludwig Philipp Zeyher, och fick sitt nu gällande namn av George Bentham. Lotononis azurea ingår i släktet Lotononis och familjen ärtväxter. Inga underarter finns listade i Catalogue of Life.